# Адріан ван Роєн
Адріан ван Роєн (нід. Adriaan van Royen; 11 листопада 1704 — 28 лютого 1779) — нідерландський ботанік, викладач Лейденського університету, директор Лейденського ботанічного саду (1730–1754). Співпрацював із Карлом Ліннеєм.

## Біографія
Адріан ван Роєн народився 11 листопада 1704 (в інших джерелах — 11 вересня, 17 листопада або 1705 рік) в Лейдені. Навчався в Лейденському університеті, де його вчителем був Герман Бургаве. 1729 року отримав ступінь доктора медицини, захистивши дисертацію на тему «Dissertatio botanico-medica de anatome et œconomia plantarum». Одразу після закінчення навчання почав викладати ботаніку в тому ж університеті, за рік став директором Лейденського ботанічного саду. 
У 1728 році був обраний членом Лондонського Королівського Товариства.
У 1732 році його призначили професором ботаніки, на цій посаді Адріан ван Роєн перебував до 1754 року, коли його замінив небіж Давід ван Роєн (останній одночасно очолив і ботанічний сад). Пізніше, 1755 року, Адріана ван Роєна призначили професором медицини, цю посаду він очолював до 1775 року. У 1742, 1758 та 1770 роках обирався на посади ректора Лейденського університету.
На посаді директора Лейденського ботанічного саду втричі збільшив територію саду, з 2230 м² до 7165 м², збудував у 1740–1744 роках Головну оранжерею. Тоді ж, 1736 року в ботанічному саду було висаджено хурму (лат. Diospyros lotus), яка збереглася і по сьогодні.
Під час перебування в Лейдені Карла Ліннея (1735–1738 роки) Роєн брав участь у створенні описів деяких родів рослин для книг «Genera plantarum» і «Corollarium generum plantarum». У 1740 році Роєн видав книгу «Florae leydensis prodromus» у 8-ми частинах, яка була однією з перших, що наслідували біномінальну номенклатуру Ліннея. В цій книзі описано більш, ніж 3 000 видів рослин, включаючи і декілька тропічних орхідей.
Адріан ван Роєн помер 28 лютого 1779 року.

## Наукова спадщина
Ван Роєн найбільш відомий своєю книгою про флори Південно-Східної Азії. Він товаришував з Джорджем Кліффордом III, заможним купцем і одним з директорів Голландської Ост-Індійської компанії, який цікавився рослинами і привозив Роєну зразки субтропічних і тропічних рослин.
Також Адріан ван Роєн створив великий гербарій, який наразі зберігається у центрі біорізноманіття «Натураліс».

### Наукові праці
- «De anatome & oeconomia plantarum» (1728)
- «Florae leydensis prodromus» (1740)

### Рослини, названі на честь Роєна
- Royena L. (= Diospyros sect. Royena (L.))
- Melastoma royenii